# Renaissance (album Diablo)
Renaissance – drugi album studyjny fińskiej grupy muzycznej Diablo wydany w 2002 roku przez wytwórnię Gada Goodies.

## Lista utworów
1. „Angel” – 4:22
2. „Icon of Flesh” – 4:25
3. „Tunnel of Pain” – 3:26
4. „C22” – 3:49
5. „Creatures of Deception” – 3:58
6. „Hollow Point” – 4:29
7. „Intomesee” – 3:49
8. „Enemy” – 3:48
9. „A Fear” – 4:00
10. „Renaissance” – 4:09

## Twórcy
| Diablo w składzie - Rainer Nygård – śpiew, gitara - Marko Utriainen – gitara - Aadolf Virtanen – gitara basowa - Heikki Malmberg – perkusja Gościnnie - Paleface – śpiew (7) - Leijonamieli – śpiew (7) - Jaan Wessman – gitara basowa (4, 8) | Personel - Samu Oittinen – produkcja, realizacja nagrań, miksowanie (4) - Mikko Karmila – miksowanie - Mika Jussila – mastering - Riku Isohella – zdjęcia |